# Paw Paw (West Virginia)
Paw Paw ist eine Kleinstadt im Morgan County im US-Bundesstaat West Virginia. Die Stadt liegt am Potomac River und ist bekannt für den nahegelegenen Paw Paw Tunnel, ein bedeutendes Bauwerk des Chesapeake and Ohio Canal.

## Geschichte
Die Region wurde um 1800 besiedelt und Paw Paw wurde am 8. April 1891 offiziell gegründet. Der Name der Stadt stammt von der Papau-Frucht (englisch Paw Paw), die in der Gegend reichlich wächst. Die Stadt entwickelte sich entlang des Potomac River und wurde durch den Bau des Paw Paw Tunnels in den 1830er Jahren geprägt. Der Tunnel wurde 1850 fertiggestellt und war ein bedeutendes Infrastrukturprojekt der damaligen Zeit.

## Geographie
Paw Paw liegt im westlichsten Teil des Morgan County und ist von den Hügeln Sideling Hill, Green Ridge, Purslane Mountain und Town Hill umgeben. Die Stadt erstreckt sich über eine Fläche von 1,37 km², ausschließlich Landfläche.

## Demografie
Laut der Volkszählung von 2020 hatte Paw Paw 410 Einwohner.

## Wirtschaft und Tourismus
Historisch war Paw Paw ein Zentrum für den Obstanbau, insbesondere Äpfel wurden viel angebaut. In den 1920er Jahren wurden hier große Mengen an Äpfeln produziert und verarbeitet. Heute ist der Tourismus ein wichtiger Wirtschaftszweig, viele werden angezogen durch den Paw Paw Tunnel und die umliegende Natur.

## Sehenswürdigkeiten
- Paw Paw Tunnel: Ein 950 Meter langer Tunnel des Chesapeake and Ohio Canal, der 1850 fertiggestellt wurde.
- Paw Paw Bends: Eine Reihe von Flussschleifen des Potomac River in der Nähe der Stadt.
- Cacapon Resort State Park: Ein nahegelegener State Park mit vielfältigen Freizeitmöglichkeiten.[5][1]

## Galerie

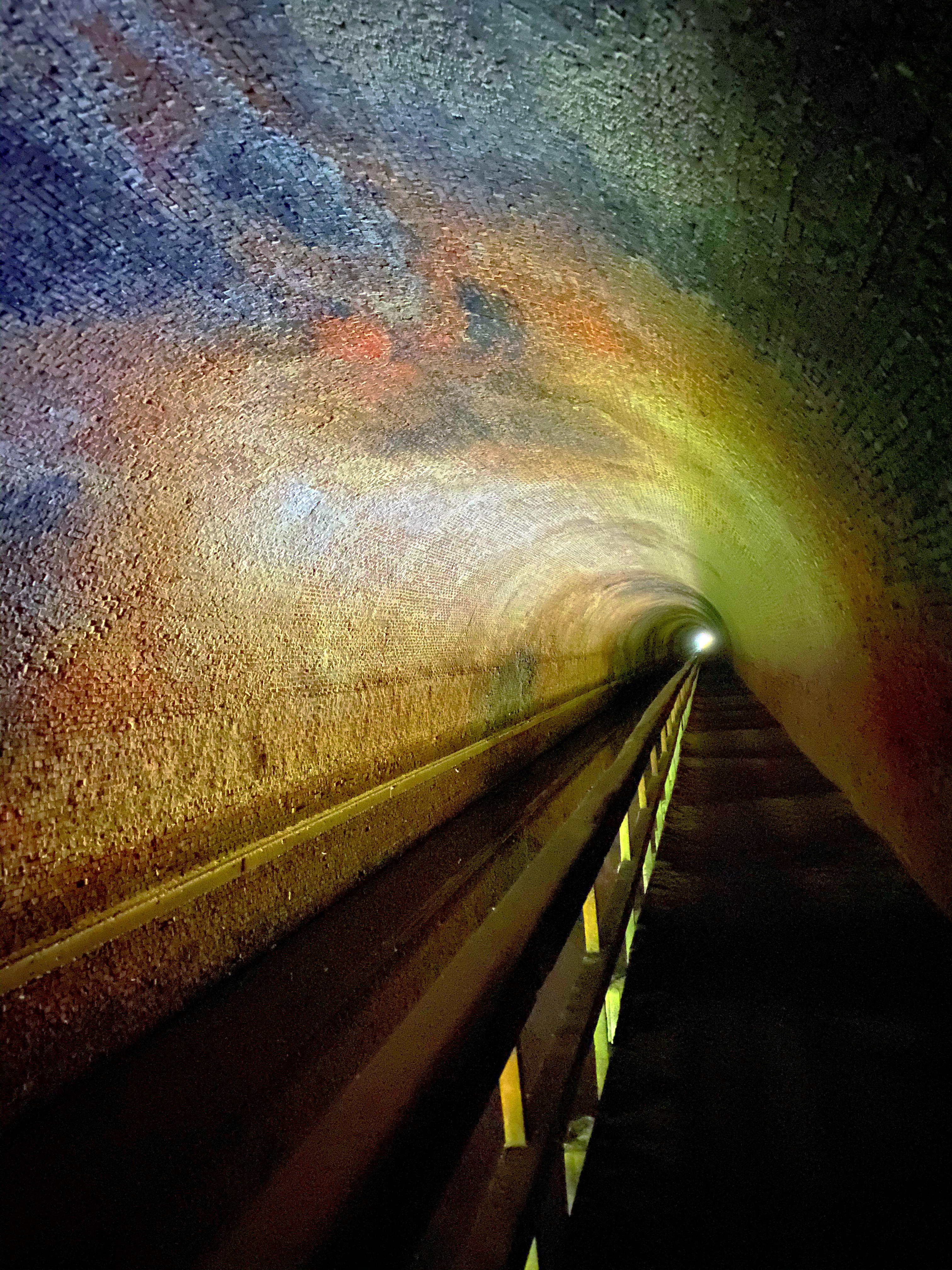
Eingang des Paw Paw Tunnels
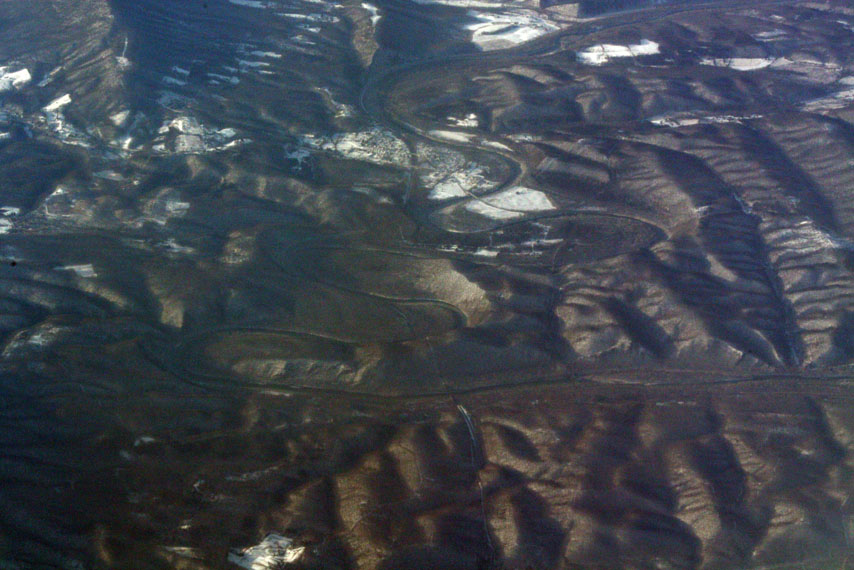
Paw Paw aus der Luft
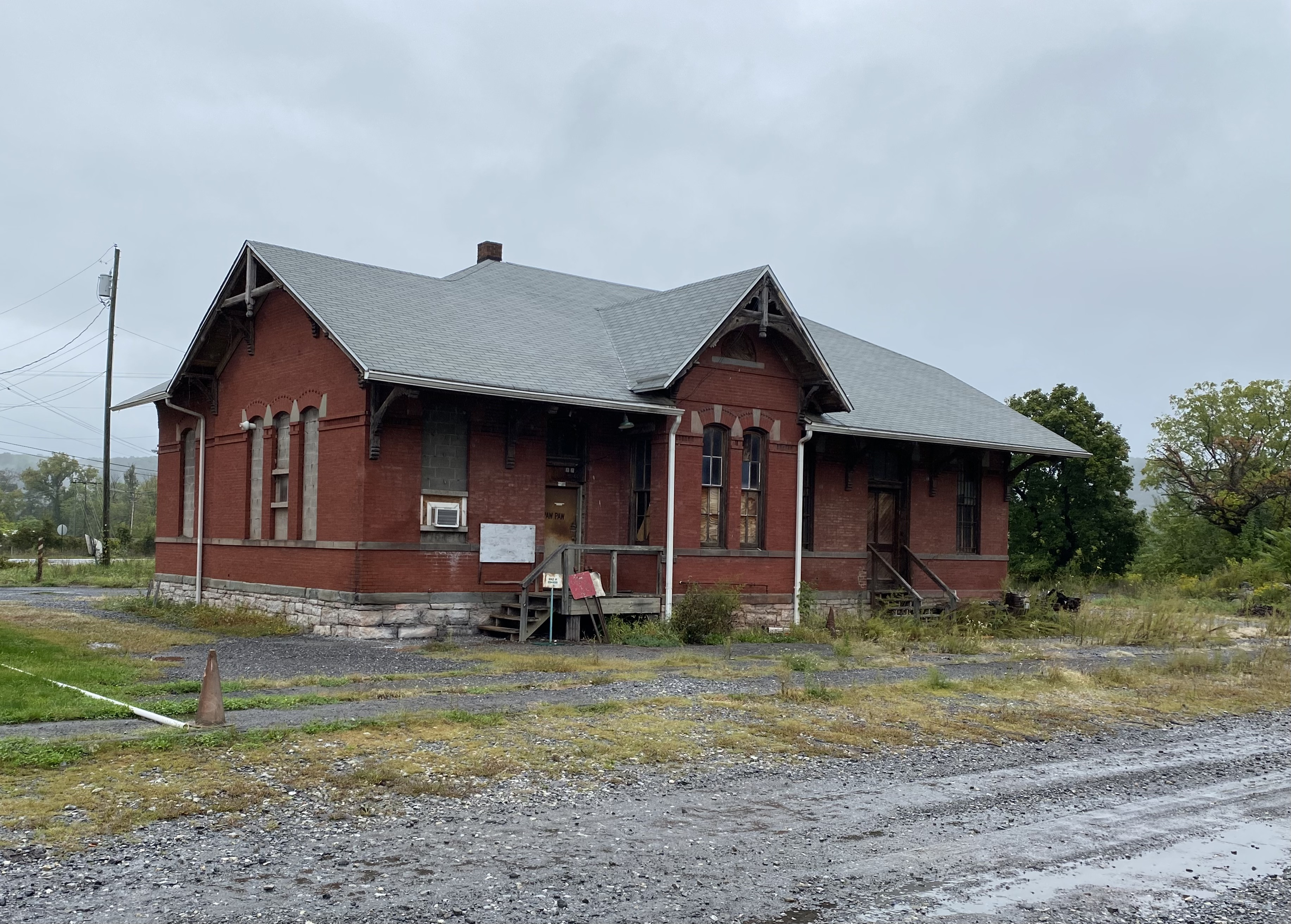
Altes Zugdepot